# الروم الأرثوذكس في الأردن

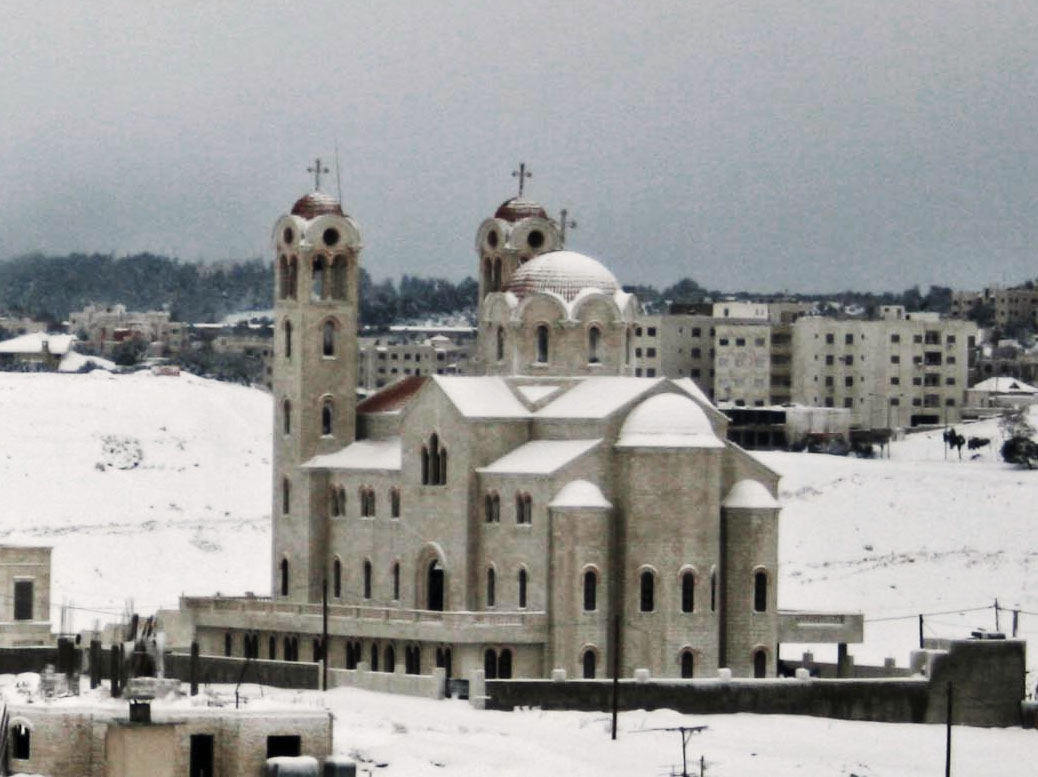
كنيسة أرثوذكسية في خلدا، عمّان.

الروم الأرثوذكس في الأردن  هم أتباع الكنيسة الأرثوذكسية الشرقية في الأردن، التي تشكّل جزءًا عريقًا من تاريخ المسيحية في البلاد.  يتبع الروم الأرثوذكس في الأردن إلى بطريركية القدس للروم الأرثوذكس وبطريركية أنطاكية وسائر المشرق للروم الأرثوذكس. يبلغ عددهم في الأردن حوالي 120,000 نسمة، يعيشون غالبًا في العاصمة عمّان والضواحي المجاورة لها،  ومعظمهم ناطقون بالعربية.
توجد حاليًا 29 كنيسة للروم الأرثوذكس في الأردن، حيث أن الرقم بازدياد، وبدعم من بطريركية القدس. كما يُعتبر كل من يوميّ رأس السنة الميلادية وعيد الميلاد عطل رسميّة بالبلاد.

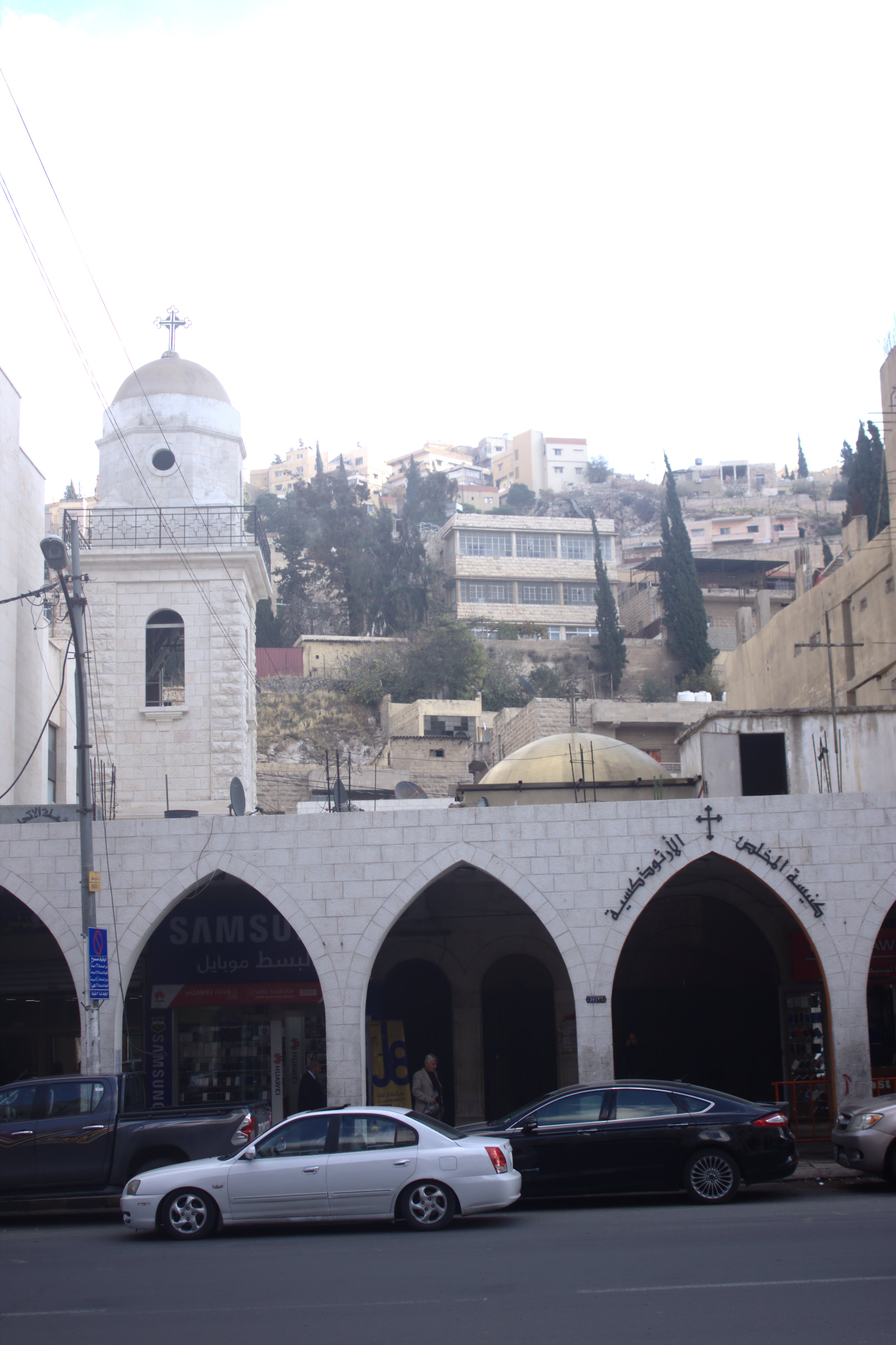
كنيسة المخلص الأرثوذكسية

## وصلات خارجية
- واقع المسيحيين الأرثوذكس بفلسطين والأردن | قناة الجزيرة
- المسيحيون في الأردن يحتفلون باعياد الميلاد ورأس السنة | BBC
- رؤساء وممثلو الكنائس الأرثوذكسية العالمية يحجون إلى المغطس | التلفزيون الأردني